# Linda Gennari
Linda Gennari (Cesena, 7 luglio 1976) è un'attrice italiana, che si occupa di teatro, cinema e televisione.

## Biografia
Originaria di Rimini. Si diploma come attrice presso la Scuola di Teatro di Bologna "Alessandra Galante Garrone".
Negli anni seguenti perfeziona la sua formazione con Yoshi Oida, Danio Manfredini, Valerio Binasco, e con Susan Batson (Susan Batson' studio) ed Austin Pendleton (HB studio) a New York.
Come interprete ha diviso la sua attività tra teatro, televisione e cinema.
Dopo aver debuttato nello spettacolo Romeo e Giulietta nel ruolo della protagonista, per la regia di Walter Le Moli, viene diretta, tra gli altri, dai registi Leo De Berardinis nello spettacolo Come una rivista, Marco Balani ne La ballata del migrante, Peter Stein in Medea e Pentesilea con Maddalena Crippa, Gigi Dall'Aglio in L'angelo sterminatore, Nanni Garella nel Platonov al fianco di Alessandro Haber. 
Con la compagnia milanese Pianoinbilico, di cui fa parte, ha recitato in Le relazioni pericolose, Tutta colpa degli uomini, La verità, vi prego, sull'amore, Quattro donne e un matrimonio, Otto donne e un delitto.
È stata tra i protagonisti della fortunata commedia Happy Family di Alessandro Genovesi, da cui il regista Gabriele Salvatores ha tratto la versione cinematografica.
È Regan in Re Lear per la regia di, e con, Michele Placido.
È Marion ne Il viaggio di Victor di Nicolas Bedos, stagione teatrale 2024 -2025, con Antonio Zavatteri e Diego Cerami in video, regia di Davide Livermore produzione Teatro Nazionale di Genova, Teatro di Napoli - Teatro Nazionale.
Per la televisione ha preso parte, tra le altre, alla fiction Il lato oscuro e Terapia d'urgenza per la regia di Giampaolo Tescari, Carabinieri 3, e Don Matteo 8 diretta da Carmine Elia. Ma i ruoli più importanti, che l'hanno fatta conoscere al grande pubblico, sono quelli di Annalisa in La strana coppia, diretta da Lucio Pellegrini, e di Emma Missale nella terza e quarta stagione della sitcom Camera Café.
Ha partecipato al film Quore di Federica Pontremoli e, tra gli altri, ai cortometraggi Il lupo di Stefano Moro, Screwdriver di Max Croci e Prima della pioggia di Nicola Sorcinelli.
È Patrizia nella serie Che Dio ci aiuti 3, accanto ad Elena Sofia Ricci e la dottoressa Bassi in Noi siamo leggenda.
Scrive, dirige ed interpreta lo spettacolo Rimini Ailoviù da cui è tratto l'omonimo cortometraggio, che la vede regista, e protagonista accanto a Brenno Placido.
Da due anni è organizzatrice e direttrice artistica del Festival estivo di musica e teatro Le città visibili a Rimini.